# Krasnyj Manycz (Kraj Stawropolski)
Krasnyj Manycz (ros. Красный Маныч) – osiedle w Rosji, w Kraju Stawropolskim, w rejonie turkmeńskim. W 2010 liczyło 940 mieszkańców.